# Militär-Verdienstorden (Bulgarien)

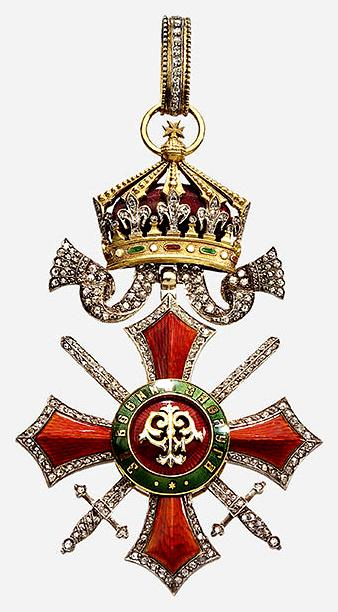
Großkreuz mit Brillanten

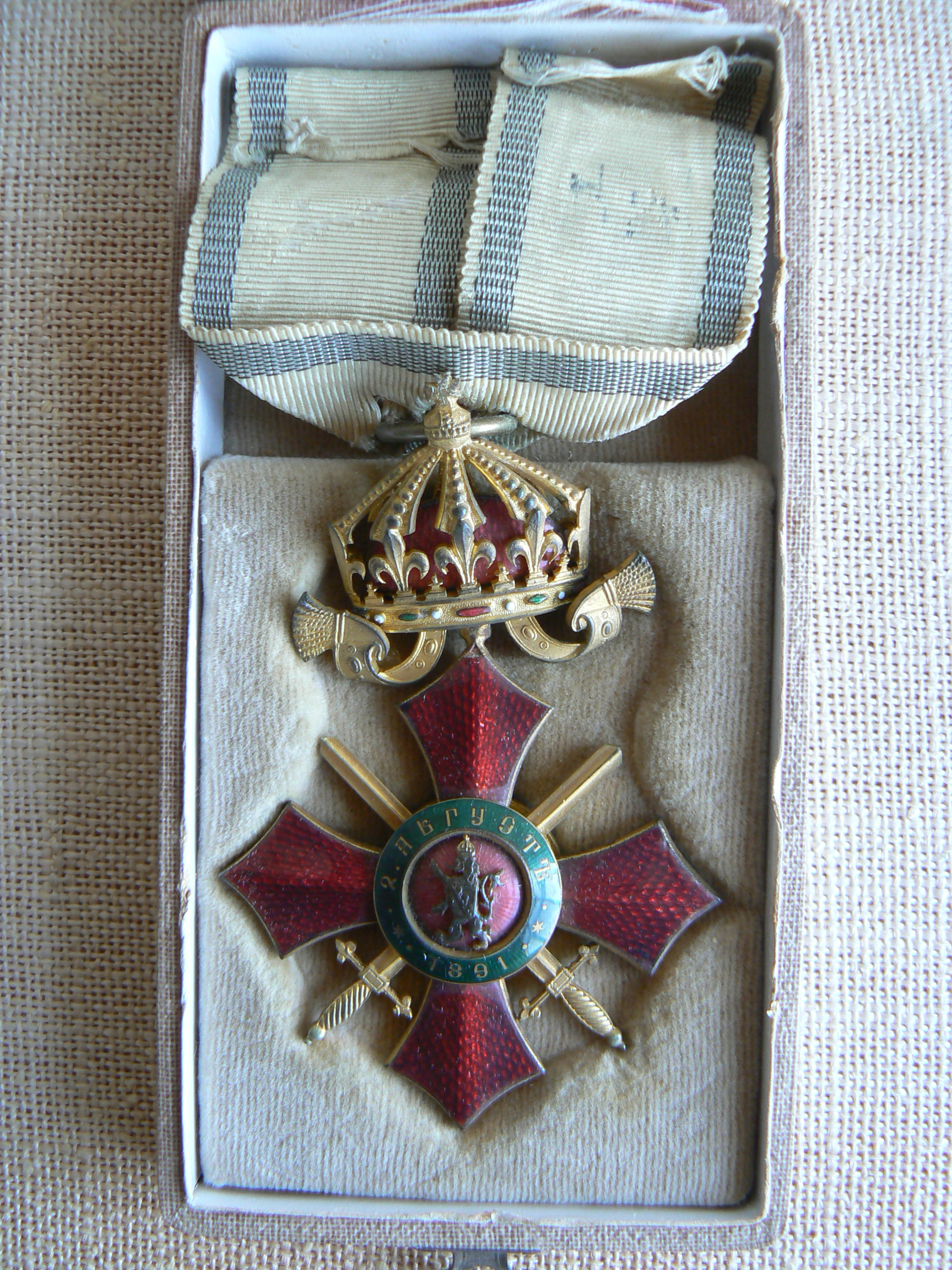
Militär-Verdienstorden

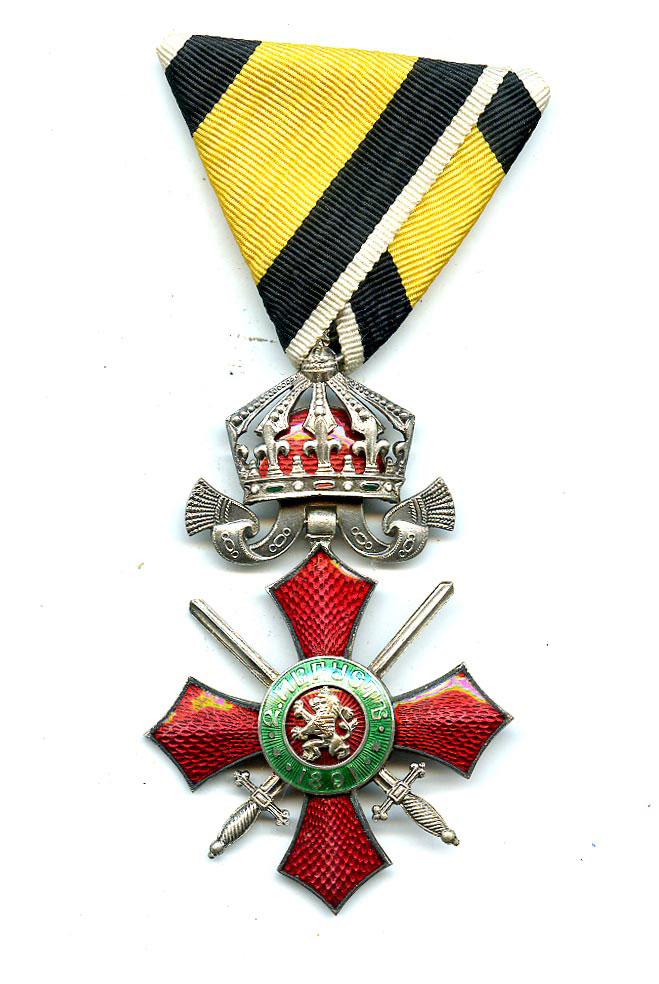
Ritterkreuz mit Krone am Militärband

Der Militär-Verdienstorden wurde am 18. Mai 1900 durch Zar Ferdinand I. von Bulgarien gestiftet und konnte an alle Soldaten der bulgarischen Streitkräfte ohne Unterschied des Ranges für militärische Verdienste und für Tapferkeit vor dem Feind verliehen werden. Eine Verleihung an Ausländer war ebenfalls zulässig.

## Klassen
Der Orden hat sechs Klassen, wobei sich die letzten beiden in jeweils zwei Stufen teilen. 
- I. Klasse: Großkreuz
- II. Klasse: Großoffizierskreuz
  - Träger des Großoffizierskreuzes tragen neben dem Abzeichen einen rautenförmigen silbernen Bruststern (88 mm) aus vier silbernen Strahlen und dem darüberliegenden Ordensabzeichen. Er wird auf der linken Brustseite getragen.
- III. Klasse: Kommandeurskreuz
- IV. Klasse: Offizierskreuz
- V. Klasse:
  - Ritterkreuz mit Krone
  - Ritterkreuz
- VI. Klasse:
  - Silbernes Kreuz mit Krone
  - Silbernes Kreuz

## Ordensdekoration
Das Ordenszeichen ist ein rotemailliertes Kreuz mit geschweiften Balken und spitz zulaufenden Enden. Es hängt an der Krone und hat ein weißes Medaillon auf der Mitte mit einem stilisierten Adler und gekreuzte Schwerter.

## Großkreuz
Das Großkreuz wurde offiziell im Jahr 1933 eingeführt. Vor diesem Datum wurde die 1. Klasse des Ordens jedoch als reguläres Großkreuz bezeichnet und verliehen. In der Praxis bedeutete die Einführung des Großkreuzes lediglich, dass die bestehende 1. Klasse entsprechend umbenannt und an ihrer Stelle ein Großkreuz – 1. Klasse – eingeführt wurde. Das Abzeichen des Großkreuzes (1. Klasse vor 1933) stellt ein 75 mm (65 mm bei den Boris-III-Ausgaben) breites, karmesinrot emailliertes Kreuz mit vergoldetem Rand dar, das an einer kunstvoll gestalteten, vergoldeten und emaillierten Königskrone hängt. Das Abzeichen ist an einer breiten, gelben Ordensschärpe (ca. 10 cm breit) mit schwarzen und dünneren weißen Randstreifen auf beiden Seiten befestigt. Die Schärpe wird über der rechten Schulter und quer über der Brust getragen und hat an ihrem Ende eine Rosette und/oder Schleife. 
Zusätzlich zum Abzeichen und der Schärpe enthält das Set einen 97 mm großen achtzackigen Stern, der aus vier silbernen und vier vergoldeten abwechselnden Strahlensätzen besteht. In der Mitte des Sterns befindet sich das Ordensabzeichen ohne Kronenaufhängung. Der Stern wird auf der linken Brustseite getragen. In den 1930er Jahren wurde eine leicht veränderte Variante des Großkreuz-Bruststerns eingeführt. Sie ist mit 102 mm etwas größer und ihre Strahlen bestehen aus einer Reihe erhabener Perlen statt der üblichen geglätteten Strahlen. Der Großkreuz-Satz (oder Sat I. Klasse vor 1933) wurde den höchstrangigen Beamten der Armee verliehen – Generälen, auch ausländischen Generälen, selten auch sehr hochrangigen Beamten außerhalb der Armee.

## Trageweise
Für militärische Verdienste war das Ordensband gelb mit schwarzweißen Randstreifen und für Zivilverdienste weiß mit grünrosa Randstreifen. Seit 1915 waren dem Verdienstorden nach österreichischem Vorbild Lorbeerzweige als Kriegsdekoration hinzugefügt worden. Das Ordensband war dann hellblau mit silbernen Randstreifen. 